# Đỗ Hựu
Đỗ Hựu (chữ Hán: 杜佑, 735-812) là nhà sử học Trung Quốc, tác giả bộ sách Thông điển thời Đường.

## Cuộc đời
Đỗ Hựu tự là Quân Khanh, người vùng Đỗ Khúc huyện Vạn Niên, phủ Kinh Triệu. Ông xuất thân trong gia đình khoa bảng, nhiều đời làm quan.
Năm 753, khi 18 tuổi, Đỗ Hựu nhờ tập ấm của cha, bắt đầu làm quan, nhậm chức Tham quân quận Tế Nam.
Vào niên hiệu Đại Lịch (766-779), ông nhậm chức Lang trung ở Bộ Công, làm việc vận chuyển đường sông. Sau đó ông được triều đình cử làm Độ chi lang trung kiêm Hòa địch sứ, thực hiện việc thu mua lương thực; rồi làm Tiết độ sứ Hoài Nam.
Do có công, ông được cất nhắc làm quan trong triều đình trung ương. Năm 803 đời Đường Đức Tông, Đỗ Hựu được phong làm Kiểm hiệu tư đồ, Đồng trung thư môn hạ Bình chương sự.
Năm 804, Đường Đức Tông qua đời, Đường Thuận Tông lên ngôi. Ông được phong làm Tể tướng. Sang năm 806 thời Đường Hiến Tông, ông giữ chức Tư đồ, tước Kỳ quốc công.
Năm 812, ông qua đời, thọ 78 tuổi. Đường Hiến Tông truy tặng ông làm Thái phó, thụy là An Giản.

## Tác phẩm
Bộ sách Thông điển được Đỗ Hựu biên soạn trong 35 năm, bắt đầu từ năm 766 và hoàn thành năm 801, trong thời gian ông làm Tiết độ sứ Hoài Nam, gồm có 200 quyển, chia thành 8 phần: Thực hóa, Tuyển cử, Quan chức, Lễ, nhạc, Binh hình, Châu quận và Biên phòng.
Thông điển bao quát thời gian từ thời thượng cổ đến Đường Huyền Tông, bao quát diện mạo đời sống xã hội, chính trị thời phong kiến Trung Quốc. Thông điển là tác phẩm sử học đầu tiên nghiên cứu về hệ thống pháp luật của triều đình. Đây cũng là tác phẩm sử học đầu tiên đặt nội dung "Hóa thực" lên đầu sách. Ông cũng chỉ ra rằng dân giàu thì nước mới mạnh, từng gia đình no đủ thì đất nước mới no đủ.
Ngoài ra, Đỗ Hựu còn thể hiện quan điểm lịch sử phát triển, dùng hiện thực lịch sử để phản bác quan điểm đảo ngược lịch sử. Đỗ Hựu coi trọng con người và đề cao vai trò của con người trong việc thay đổi cuộc sống, thay đổi xã hội chứ không tin vào thiên mệnh.
Cách viết sử của Đỗ Hựu sau này được Mã Đoan Lâm thời Nguyên kế tục với tác phẩm Văn hiến thông khảo.

## Nhận định
Đỗ Hựu làm quan suốt hơn 50 năm dưới 6 đời vua nhà Đường: Huyền Tông, Túc Tông, Đại Tông, Đức Tông, Thuận Tông, Hiến Tông. Đỗ Hựu được đánh giá là vị quan có tài, đường hoạn lộ thuận lợi. Ông đã tiến cử Dương Viêm với triều đình, thi hành lưỡng thuế pháp. Tuy làm Tể tướng và có kinh nghiệm nhiều năm trên chính trường nhưng Đỗ Hựu vẫn luôn khiêm tốn học hỏi.
Đỗ Hựu sống trong thời kỳ Trung Quốc có nhiều biến động. Nhà Đường đang thịnh trị đã suy yếu qua loạn An Sử (756-763). Ông luôn có phản ứng tích cực và sáng suốt trước các biến cố lịch sử, nhận thức và nắm rõ sự biến đổi của thời đại.